# Booz Allen Hamilton
Booz Allen Hamilton Holding Corporation (NYSE: BAH) er en amerikansk efterretningsvirksomhed. De tilbyder konsulentydelser, analyser og ingeniørarbejde til de offentlige og private sektorer.
Virksomheden blev etableret som Business Research Service i 1914 i Evanston, Illinois af Edwin G. Booz.